# Groupe J des éliminatoires de la zone Afrique de la Coupe du monde de football 2022
Navigation
Groupe I
Le groupe J des éliminatoires de la Coupe du monde 2022 est composé de la République Démocratique du Congo, du Bénin, de la Tanzanie et de Madagascar.
La République Démocratique du Congo s'assure de la première place du groupe et se qualifie ainsi pour le troisième et dernier tour de ces éliminatoires.

## Classement
| Rang | Équipe     | Pts | J | G | N | P | Bp | Bc | Diff |  | Résultats (▼ dom., ► ext.) |     |     |     |     |
| ---- | ---------- | --- | - | - | - | - | -- | -- | ---- |  | -------------------------- | --- | --- | --- | --- |
| 1    | RD Congo   | 11  | 6 | 3 | 2 | 1 | 9  | 3  | +6   |  | RD Congo                   |     | 2-0 | 1-1 | 2-0 |
| 2    | Bénin      | 10  | 6 | 3 | 1 | 2 | 5  | 4  | +1   |  | Bénin                      | 1-1 |     | 0-1 | 2-0 |
| 3    | Tanzanie   | 8   | 6 | 2 | 2 | 2 | 6  | 8  | -2   |  | Tanzanie                   | 0-3 | 0-1 |     | 3-2 |
| 4    | Madagascar | 4   | 6 | 1 | 1 | 4 | 4  | 9  | -5   |  | Madagascar                 | 1-0 | 0-1 | 1-1 |     |

## Résultats

### Première journée
| 2 septembre 2021 | RD Congo    | 1 - 1   | Tanzanie   | Stade TP Mazembe, Lubumbashi (RD Congo) |                                    |
| 15h00 UTC+2      | Mbokani 23e | (1 - 1) | 36e Msuvan | Arbitrage : Ibrahim Kalilou Traore      | Arbitrage : Ibrahim Kalilou Traore |
| 15h00 UTC+2      | Rapport     |         |            | Arbitrage : Ibrahim Kalilou Traore      | Arbitrage : Ibrahim Kalilou Traore |

| 2 septembre 2021 | Madagascar | 0 - 1   | Bénin      | Stade Municipal de Mahamasina, Antananarivo |                              |
| 19h00 UTC+3      |            | (0 - 1) | Mounié 22e | Arbitrage : Brighton Chimene                | Arbitrage : Brighton Chimene |
| 19h00 UTC+3      | Rapport    |         |            | Arbitrage : Brighton Chimene                | Arbitrage : Brighton Chimene |

### Deuxième journée
| 6 septembre 2021 | Bénin      | 1 - 1   | RD Congo    | Stade de l'Amitié, Cotonou |                           |
| 14h00 UTC+1      | Adéoti 33e | (1 - 1) | 11e Mbokani | Arbitrage : Jean Ouattara  | Arbitrage : Jean Ouattara |
| 14h00 UTC+1      | Rapport    |         |             | Arbitrage : Jean Ouattara  | Arbitrage : Jean Ouattara |

| 7 septembre 2021 | Tanzanie                                 | 3 - 2 | Madagascar                            | Benjamin Mkapa National Stadium, Dar es Salaam |                           |
| 16h00 UTC+3      | Nyoni 2e (rig) · Miroshi 26e · Salum 53e | (1-2) | 36e Rakotoharimalala · 45+2e Fontaine | Arbitrage : Mashood Ssali                      | Arbitrage : Mashood Ssali |
| 16h00 UTC+3      | Rapport                                  |       |                                       | Arbitrage : Mashood Ssali                      | Arbitrage : Mashood Ssali |

### Troisième journée
| 7 octobre 2021 | Tanzanie | 0 - 1   | Bénin      | Stade National Benjamin Mkapa, Dar es Salaam |                           |
| 15h00 UTC+3    |          | (0 - 0) | 71e Mounié | Arbitrage : Celso Alvação                    | Arbitrage : Celso Alvação |
| 15h00 UTC+3    | Rapport  |         |            | Arbitrage : Celso Alvação                    | Arbitrage : Celso Alvação |

| 7 octobre 2021 | RD Congo                       | 2 - 0   | Madagascar | Stade des Martyrs, Kinshasa |                             |
| 15h00 UTC+1    | Akolo 35e · Mbokani 79e (pen.) | (1 - 0) |            | Arbitrage : Antonio Dungula | Arbitrage : Antonio Dungula |
| 15h00 UTC+1    | Rapport                        |         |            | Arbitrage : Antonio Dungula | Arbitrage : Antonio Dungula |

### Quatrième journée
| 10 octobre 2021 | Bénin   | 0 - 1   | Tanzanie  | Stade de l'Amitié, Cotonou |                        |
| 14h00 UTC+2     |         | (0 - 1) | 6e Msuvan | Arbitrage : Omar Artan     | Arbitrage : Omar Artan |
| 14h00 UTC+2     | Rapport |         |           | Arbitrage : Omar Artan     | Arbitrage : Omar Artan |

| 10 octobre 2021 | Madagascar          | 1 - 0   | RD Congo | Stade Municipal de Mahamasina, Antananarivo |                             |
|                 | Rakotoharimalala 2e | (1 - 0) |          | Arbitrage : Patrice Milazar                 | Arbitrage : Patrice Milazar |
|                 | Rapport             |         |          | Arbitrage : Patrice Milazar                 | Arbitrage : Patrice Milazar |

### Cinquième journée
| 11 novembre 2021 | Tanzanie | 0 - 3   | RD Congo                             | Benjamin Mkapa National Stadium, Dar es Salam |                               |
| 16h00 UTC+3      |          | (0 - 1) | 6e Kakuta · 66e Fasika · 85e Malango | Spectateurs : Bernard Camille                 | Spectateurs : Bernard Camille |
| 16h00 UTC+3      | Rapport  |         |                                      | Spectateurs : Bernard Camille                 | Spectateurs : Bernard Camille |

| 11 novembre 2021 | Bénin                   | 2 - 0   | Madagascar | Stade de l'Amitié, Cotonou |                            |
| 17h00 UTC+1      | Dossou 44e · Mounié 79e | (1 - 0) |            | Arbitrage : Bakary Gassama | Arbitrage : Bakary Gassama |
| 17h00 UTC+1      | Rapport                 |         |            | Arbitrage : Bakary Gassama | Arbitrage : Bakary Gassama |

### Sixième journée
| 14 novembre 2021 | RD Congo                        | 2 - 0   | Bénin | Stade des Martyrs, Kinshasa      |                                  |
| 14h00 UTC+1      | Mbokani 10e (rig) · Malango 75e | (1 - 0) |       | Spectateurs : Eric Otogo-Castane | Spectateurs : Eric Otogo-Castane |
| 14h00 UTC+1      | Rapport                         |         |       | Spectateurs : Eric Otogo-Castane | Spectateurs : Eric Otogo-Castane |

| 14 novembre 2021 | Madagascar   | 1 - 1   | Tanzanie   | Stade Municipal de Mahamasina, Antananarivo |                             |
| 16h00 UTC+3      | Abdallah 74e | (0 - 1) | 25e Msuvan | Arbitrage : Messie Nkounkou                 | Arbitrage : Messie Nkounkou |
| 16h00 UTC+3      | Rapport      |         |            | Arbitrage : Messie Nkounkou                 | Arbitrage : Messie Nkounkou |